# Peucedanum austriacum
Peucedanum austriacum är en flockblommig växtart som först beskrevs av Nikolaus Joseph von Jacquin, och fick sitt nu gällande namn av Wilhelm Daniel Joseph Koch. Peucedanum austriacum ingår i släktet siljor, och familjen flockblommiga växter. Inga underarter finns listade i Catalogue of Life.